# Chironomus crassicornis
Chironomus crassicornis är en tvåvingeart som först beskrevs av Jean-Jacques Kieffer 1922.  Chironomus crassicornis ingår i släktet Chironomus och familjen fjädermyggor. Inga underarter finns listade i Catalogue of Life.